# Drôles de monstres
 (février 2022).
Si vous disposez d'ouvrages ou d'articles de référence ou si vous connaissez des sites web de qualité traitant du thème abordé ici, merci de compléter l'article en donnant les références utiles à sa vérifiabilité et en les liant à la section « Notes et références ».
Drôles de monstres (Aaahh!!! Real Monsters) est une série télévisée américaine d'animation en 52 épisodes de 22 minutes développée par Klasky Csupo et diffusée entre le 29 octobre 1994 et le 6 décembre 1997 sur Nickelodeon.
En France, elle fut diffusée dès le 25 février 1997 sur Canal+ dans Le Dessin animé puis dès octobre 1998 sur Canal J puis sur Télétoon. Elle reste inédite dans les autres pays francophones.

## Synopsis
La série tourne autour de trois monstres Ickis, Oblina et Krumm, qui fréquentent une école ou on apprend à faire peur aux gens. Dans la plupart des épisodes, les trois jeunes monstres doivent répandre l'horreur particulièrement. Dans le monde des monstres, tout est considéré comme bon, l'homme est considéré comme dégoûtant ou laid.

## Personnages
- Ickis : Ickis est le fils de Slickis, le monstre légendaire. Il est petit et rouge avec de grandes oreilles, c'est pourquoi il est souvent confondu avec un lapin. Quand il se fâche, il peut prendre une taille énorme. Ickis est coléreux et très égoïste, il essaye souvent d'atteindre ses objectifs grâce à des astuces.
- Oblina : Oblina ressemble à une canne-à-sucre rayée noir et blanc avec de grandes lèvres rouges. Elle est la meilleure élève de l'école des Monstres et est constamment à couteaux tirés avec Ickis. Elle est issue d'une richissime famille de monstre, mais lassée de son mode de vie fait de privilèges, elle décide de rejoindre l'école des monstres et devient la meilleure élève de l'académie.
- Krumm : Krumm se compose d'une épaisse tête ronde, comme une pomme de terre et se tient sur deux jambes courtes. Ses yeux, qui ne sont pas enracinés dans son corps, il doit les porter dans ses mains, ou parfois même dans sa bouche. Krumm est un monstre tranquille et satisfait, l'éternelle querelle entre Ickis et Oblina l'embête trop. Son meilleur pouvoir est l'odeur de ses aisselles poilues.
- Grommeleur : Grommeleur est le directeur et professeur principal de l'école des Monstres. Il se tient sur quatre pattes, c'est un monstre bleu clair avec une barbiche, il porte toujours des chaussures rouges à talons hauts, une ceinture noire et des gants d'usure. Grommeleur est colérique et irascible, surtout quand il se rend compte que ses instructions ne sont pas respectées, ce qui est souvent le cas avec Ickis. Cependant, il peut faire preuve de satisfaction et de fierté, notamment avec Oblina qu'il considère comme la meilleure élève de l'école de monstres.
- Simon : Simon est un chasseur de monstres. Il essaie d'attraper l'un des monstres pour prouver au monde leur existence. Il empiète souvent sur Ickis.

## Voix françaises
- Mario Santini : Krumm & Zimbo
- Véronique Alycia : Oblina
- Gilbert Lévy : Ickis
- Serge Faliu : Grommeleur & Simon
- Gérard Rinaldi : Slickis
- Benoît Allemane : Le Père de Krumm

 Source et légende : version française (VF) sur RS Doublage

## Épisodes
| Saison | Saison  | Épisodes | États-Unis        | États-Unis       |
| Saison | Saison  | Épisodes | Début de saison   | Fin de saison    |
| ------ | ------- | -------- | ----------------- | ---------------- |
|        | Pilotes |          |                   |                  |
|        | 1       | 26       | 29 octobre 1994   | 21 janvier 1995  |
|        | 2       | 26       | 9 septembre 1995  | 2 décembre 1995  |
|        | 3       | 26       | 7 septembre 1996  | 30 novembre 1996 |
|        | 4       | 26       | 13 septembre 1997 | 6 décembre 1997  |

### Première saison (1994-1995)
1. L'heure de l'échange (The Switching Hour)
2. Les monstres existent vraiment ! (Monsters, Get Real)
3. Tu te goures, tu te goures pas (Snorched if You Do, Snorched if You Don't)
4. La malédiction de Krumm (Curse of the Krumm)
5. Krumm à Hollywood ! (Krumm Goes Hollywood)
6. Maquillage monstrueux (Monstrous Makeover)
7. La terreur de l'air (A Wing and a Scare)
8. La pustule de Krumm (Krumm's Pimple)
9. Le chasseur de monstres (Monster Hunter)
10. Pas de salsa pour les monstres (Monsters Don't Dance)
11. Lèche-vitrine (Gone Shopp'n)
12. Shronk le vieux monstre (Old Monster)
13. La visite de Maman (Mother May I)
14. Agir sans conséquence (Don't just do it)
15. Siamois à la hanche (Joined at the Hip)
16. Sourire monstrueux pour Oblina (Smile and Say Oblina)
17. La grande vague (The Great Wave)
18. Les ongles ne font pas le bonheur ! (Cold Hard Toenails)
19. Les Blobs attaquent (Attack of the Blobs)
20. Débarrassez-vous de la vieille bête (Chip Off the Old Beast)
21. La guerre est finie (The War is Over)
22. Où sont passés tous les monstres ? (Where Have All the Monsters Gone?)
23. Le retour de Simon (Simon Strikes Back)
24. La boîte d'Ickis (The Ickis Box)

### Deuxième saison (1995-1996)
1. Spontanément inflammable (Spontaneously Combustible)
2. La malédiction du Katana (Curse of Katana)
3. Ickis à la une ! (Monsters are real)
4. Le cerveau d'Ickis (This is Your Brain on Ickis)
5. Promenons-nous dans les bois (Into the Woods)
6. Krumm a le hoquet (Krumm Gets the Dreaded Nolox)
7. L'OVNI de Mayberry (Mayberry UFO)
8. Rêves de poils de nez (I Dream of Snorch with the Long Golden Hair)
9. Pirates des détritus (Garbage Ahoy)
10. Suivre le chemin du Sud (Goin' (Way) South)
11. Le monstre qui venait du froid (The Monster Who Came in from the Cold)
12. Tchao Toutou (Puppy Ciao')
13. La rivale (The rival)
14. Chapeau bas (Hats off)
15. Le porte-bonheur (O'Lucky Monster)
16. Eau de Krumm (Eau de Krumm)
17. Monstrueux mensonges (Rosh O Monster)
18. L'abre d'Ickis (The Tree of Ickis)
19. Cours d'histoire du monde des monstres (History of the Monster World)
20. Qui a peur du grand méchant Ickis ? (Fear Thy Name is Ickis)
21. La quête du seau sacré (Quest for the Holy Pail)
22. Ordures en tout genre (Garbage In, Garbage Out)
23. Krumm prend de l'altitude (A Room with No Viewfinder)
24. Les 5 visages d'Ickis (Krumm Rises to the Top)
25. Le retour de Bigfoot (Bigfoot, Don't Fail Me Now)

### Troisième saison (1995-1996)
1. Le festival de la lune purrulente (Festival of the Festering Moon)
2. Simon Enc (Simon's Big Score)
3. Cervelle en burn-out (Who'll Stop the Brain?)
4. Têtes de ciment (Cement Heads)
5. Ickis et l'hélicoptère rouge (Ickis and the Red Zimbo)
6. Oblina et les 3 humains (Oblina and the Three Humans)
7. Baby Boom (Baby it's You)
8. La foire aux monstres (Monsters are fun)
9. Le démon du passé (Out of the Past)
10. La croisière des idiots (Ship of Fools)
11. L'oeil du serpent (Eye Full of Wander)
12. La vie des monstres riches (Lifestyles of the Rich and Scary)
13. Krumm se prend la tête (Krumm Gets Ahead)
14. La réalité dépasse la fiction (It's Only a Movie)
15. Effrayer peut attendre (You Only Scare Twice)
16. Moins de blabla, plus de monstruosités ! (Less Talk, More Monsters)
17. Pour une poignée d'ongles (Fistful of Toenails)
18. Yeux bleus, yeux d'amoureux ! Yeux rouges, yeux de monstres ! (Blind Love, Monster Love)
19. L'amulette d'Enfarg (Amulet of Enfarg)
20. Un jour de mauvais poil (Bad Hair Day)
21. Un blues monstre (Monster Blues)
22. Le torcheur prend la parole (I Heard the Snorch Call My Name')
23. Réveillez-moi quand tout sera fini ! (Wake Me When it's Over)
24. Un monstre dans la nuit (Things That Go Bump)
25. Le maître des monstres (The Master Monster)
26. Monstrueuse pyjama-partie (Slumber Scare)

### Quatrième saison (1996)
1. La bataille du siècle (Battle of the Century)
2. Un monde parfait (A perfect world)
3. Motus et bouche cousue ! (The Lips Have It)
4. Les pinces de la liberté (Escape Claws)
5. La marche de l'homme (Walk like a man)
6. Copain comme monstre (A friend indeed)
7. Attention au pendule ! (Watch the Watch)
8. A la folie ? (She Likes Me?)
9. Oblina se rebiffe ! (Oblina Without a Cause)
10. Piège de cire (Slick Ick)
11. Danger à la centrale nucléaire (Nuclear and Present Danger)
12. Pagaille au Loch Ness (Loch Ness Mess)
13. Super Ickis (Super Ickis)
14. Le remplaçant (The Substitute)
15. La grande évasion (The Great Escape)
16. La bête à 4 yeux (Beast with Four Eyes)
17. Les deux font la paire (Side By Side)
18. Phobie or not Phobie (Hooked on Phobics)
19. Monstres contre espions (Spy vs. Monster)
20. Un rencard monstrueux (Misery Date)
21. A la bonne heure ! (Clockwise)
22. Soupe de Gromble (Gromble Soup)
23. Monstres en prime (Showdown)
24. L'aventure intérieure (Internal Affairs)
25. Le Krumm qui rit (Laugh Krumm Laugh)
26. Les nouveaux monstres (Rookie Monsters)

## Jeux vidéo
Un jeu vidéo d'action et de plate-forme est sorti en 1995 sur Mega Drive et Super Nintendo. Le jeu a été développé par Realtime Associates et édité par Viacom New Media.
Le jeu se base sur la série d'animation.